# カーズシリーズ
「カーズ」（Cars）は、ジョン・ラセターが制作した、擬人化された自動車が住む世界を舞台にしたCGIアニメーション映画シリーズであり、ディズニーのメディア・フランチャイズ。このフランチャイズは、ピクサーが制作し、ウォルト・ディズニー・ピクチャーズが公開した同名の映画（2006年）で始まった。この映画は、2011年に続編が公開され、2017年には3作目が公開された。ディズニートゥーン・スタジオでは、2本のスピンオフ映画『プレーンズ』（2013年）と『プレーンズ2／ファイアー＆レスキュー』（2014年）が制作された。

## 長編作品

### カーズ
『カーズ』（Cars）は、2006年6月9日に全米公開された本シリーズの第1作目である。

### カーズ2
『カーズ2』（Cars 2）は、2011年6月24日に全米公開された本シリーズの第2作目である。ピクサー映画としては、『トイ・ストーリー』シリーズ以外で初の続編映画にあたる。

### カーズ/クロスロード
『カーズ/クロスロード』（Cars 3）は、2017年6月16日に全米公開された本シリーズの第3作目である。

## 短編作品

### メーターと恐怖の火の玉
『メーターと恐怖の火の玉』（Mater and the Ghostlight）は、2006年11月7日に発売された『カーズ』のDVDに特典映像として収録された短編作品である。『カーズ』の後日談で、本シリーズ初の短編作品である。

### カーズトゥーン メーターの世界つくり話
『カーズトゥーン メーターの世界つくり話』（Cars Toon Mater's Tall Tales）は、2008年10月27日より計11作品公開された短編作品シリーズである。2011年3月14日には、『飛行機メーター』と『タイムトラベル メーター』以外の9作品が収録されたDVDが発売された。
サブタイトル
- 第1話『レスキューチーム メーター』（Rescue Squad Mater）
- 第2話『メーター ザ・スタントカー』（Mater The Greater）
- 第3話『闘牛士 メーター』（El Materdor）
- 第4話『メーターの東京レース』（Tokyo Mater）
- 第5話『UFM 未確認飛行メーター』（Unidentified Flying Mater）
- 第6話『ヘヴィ メタル メーター』（Heavy Metal Mater）
- 第7話『モンスタートラック メーター』（Monster Truck Mater）
- 第8話『ムーン メーター』（Moon Mater）
- 第9話『名探偵 メーター』（Mater Private Eye）
- 第10話『飛行機メーター』（Air Mater）
- 第11話『タイムトラベル メーター』（Time Travel Mater）

### カーズトゥーン ラジエーター・スプリングスの仲間たち
『カーズトゥーン ラジエーター・スプリングスの仲間たち』（Cars Toon Tales from Radiator Springs）は、2013年3月22日より計4作品公開された第2弾短編作品シリーズである。
サブタイトル
- 第1話（第12話）『マックィーンのしゃっくり』（Hiccups）
- 第2話（第13話）『レッドと小さな友達』（Bugged）
- 第3話（第14話）『グイドは看板ダンサー』（Spinning）
- 第4話（第15話）『ラジエーター・スプリングス 500 ½』（The Radiator Springs 500 ½）

## キャラクター
本シリーズに登場するキャラクターは全て車を中心とした飛行機や船などの擬人化された乗り物であり、大抵のキャラクターはフロントガラスに目が、バンパーに口が描かれている。また、人間や動物が一切登場しないため虫や牛も車化されている。
少ししか登場しないレースファンやマスコミの中に、名前がつけられているものがあり、性格が決められていたり、ダイキャストカー化されたりしている。
- ライトニング・マックィーン［1-3作目］
- メーター ［1-3作目］
- サリー・カレラ［1-3作目］
- ドック・ハドソン（ハドソンホーネット）［1-3作目］
- ルイジ［1-3作目］
- グイド［1-3作目］
- フィン・マックミサイル［2作目］
- ホリー・シフトウェル［2作目］
- クルーズ・ラミレス［3作目］
- ジャクソン・ストーム［3作目］
- ダレル・カートリップ［1-3作目］
- ボブ・カトラス［1、3作目］
- キング（ストリップ・ウェザーズ）［1、3作目］
- チック・ヒックス［1、3作目］
- ラスティーとダスティー［1、3作目］
- テックス・ダイナコ［1、3作目］
- フランチェスコ・ベルヌーイ［2作目］
- マイルズ・アクセルロッド［2作目］
- ブレント・マスタングバーガー［2作目、プレーンズシリーズ］
- ジェフ・ゴルベット［2、3作目］
- フィルモア／サージ／ラモーン／フロー／シェリフ／レッド／リジー［1-3作目］
- ピストン・カップ旧世代レーサー［1作目、または3作目、または1、3作目］
- ピストン・カップ新世代レーサー［3作目］
- ルイス・ハミルトン／マックス・シュネル／ミゲル・カミーノ／ラウール・サルール／シュウ・トドロキ／カルラ・ヴェローゾ／ナイジェル・ギアスリー／リップ・クラッチゴンスキー［2作目］
- マック［1-3作目］
- ミアとティア［1、2作目］
- バンとミニ［1、2作目］
- ハイファー［1、3作目、プレーンズ］

他のキャラクターや、キャラクターの詳しい説明は、カーズ、カーズ2、カーズ/クロスロード、ライトニング・マックィーンを参照。

## 評価

### 興行収入
| 作品名              | 全米公開日    | 興行収入     | 興行収入       | 製作費       |
| 作品名              | 全米公開日    | アメリカ     | 全世界         | 製作費       |
| ------------------- | ------------- | ------------ | -------------- | ------------ |
| カーズ              | 2006年6月9日  | $244,082,982 | $461,983,149   | $120,000,000 |
| カーズ2             | 2011年6月24日 | $191,452,396 | $559,852,396   | $200,000,000 |
| カーズ/クロスロード | 2017年6月16日 | $152,901,115 | $383,930,656   | $175,000,000 |
| シリーズ合算        | シリーズ合算  | $588,436,493 | $1,405,766,201 | $495,000,000 |

### レビュー
| 作品名              | Rotten Tomatoes | Metacritic | Internet Movie Database |
| ------------------- | --------------- | ---------- | ----------------------- |
| カーズ              | 74%             | 73         | 7.1/10                  |
| カーズ2             | 39%             | 57         | 6.2/10                  |
| カーズ/クロスロード | 68%             | 59         | 7.1/10                  |